# Banco Internacional de Crédito y Comercio
El Bank of Credit and Commerce International (en español Banco Internacional de Crédito y Comercio), cuyas siglas son BCCI, fue uno de los principales bancos internacionales de la década de 1970 y 1980. Fue fundado en 1972 por Agha Hasan Abedi, un financiero pakistaní y se registró en Luxemburgo. Llegó a operar en 78 países, tenía más de 400 sucursales y tenía un activo superior a 2 mil millones de dólares, llegando a ser el 7º mayor banco privado del mundo en activos.
El BCCI se dio a conocer mundialmente por sufrir una estrepitosa quiebra en 1991. Se le asoció a diversas actividades delictivas, en particular al blanqueo de dinero procedente de los carteles colombianos de la droga y del General Noriega en Panamá.

## Cronología
- 29 de noviembre de 1972: Creación del BCCI por el pakistaní Agha Hasan Abedi, descendiente de una familia chiita. El banco se formó con una alianza entre las grandes familias árabes o pakistaníes con los Bin Mahfouz de Arabia Saudita, los Gokal de Pakistán y los Gaith Pharaon de Abu Dabi. BCCI Holding SA se registró en Luxemburgo en 1972. BCCI SA se registró en Islas Caimán en 1975.
- 1988: Dos miembros de la filial del BCCI de Tampa, Florida fueron imputados en una trama de narcotráfico.
- Julio de 1991: Quiebra y cierre del BCCI.

## Impacto mediático
- The International - Dinero en la sombra, un thriller de acción producido en 2009, está fielmente basado en la historia del BCCI, con el Banco antagonista llamado "El Banco Internacional de Negocios y Crédito".

- Sin conciencia (título original: «Without Consciouss», traducción de Rafael Santandreu), publicado en 1993 por el doctor en psicología e investigador de renombre en el campo de la psicología criminal Robert D. Hare, recoge el caso del BCCI como ejemplo de oportunidad lucrativa para los psicópatas en los siguientes términos:[3]

Por increíble que parezca, incluso esos escándalos de los años ochenta han sido superados por las recientes revelaciones de la existencia de una impresionante red de avaricia y de corrupción. «Nada hay en la historia de los escándalos financieros que rivalice con el caso del Banco de Crédito y Comercio Internacional: el cierre del deshonesto imperio de 20 mil millones de dólares en sesenta y dos países [...] en una tormenta global. Nunca ha habido un escándalo de tal cuantía económica, de tantas naciones, con tanta gente importante implicada. [...] Los superlativos de nuestra lengua se quedan cortos para describir esto: es la empresa delictiva más grande que ha existido jamás [...] la operación de lavado de dinero más grande de la historia.»
Sin conciencia, pág. 90, citando a Jonathan Beaty y S. C. Gwynne, «The Dirtiest Bank of All», Time, 29 de julio de 1991, pág. 28.

- La película de 2016 titulada Infiltrado (título original: «The Infiltrator»), de producción británica, está basada en una historia real ocurrida en los años 80, en la que un policía estadounidense (interpretado por el actor Bryan Cranston) se infiltra en una banda de narcos colombianos y termina formando parte de la mayor operación encubierta antidroga de la historia, dando origen al descubrimiento de la trama delictiva del BCCI.[4]